# (12510) 1998 FM121
A (12510) 1998 FM121 a Naprendszer kisbolygóövében található aszteroida. A LINEAR projekt keretében fedezték fel 1998. március 20-án.

## Kapcsolódó szócikk
- Kisbolygók listája (12501–13000)